# Rufoclanis mimosae
Rufoclanis mimosae är en fjärilsart som beskrevs av Hans Daniel Johan Wallengren 1865. Rufoclanis mimosae ingår i släktet Rufoclanis och familjen svärmare. Inga underarter finns listade.